# Brandun DeShay
Brandun DeShay (Chicago, Illinois, SAD, 10. svibnja 1989.), američki je reper, tekstopisac i glazbeni producent. Glazbenu karijeru započeo je 2008. godine kada je objavio prvi miksani album Volume: One! For The Money. Producirao je mnogo pjesama za izvođače kao što su Currensy, Dom Kennedy i Mac Miller, te mnogim drugima. Također je producent svakog svog albuma, te bivši član hip hop grupe Odd Future.

## Diskografija

### Nezavisni albumi
- All Day DeShay: AM (2011.)

### EP-ovi
- The Super D3Shay EP (2009.)

### Miksani albumi
- Volume: One! For The Money (2008.)
- Volume: Two! For The Show (2009.)
- Your Favorite! Mixtape (2009.)
- Volume: Three! To Get Ready (2010.)
- Your Favorite! Mixtape: 2 (2012.)

## Vanjske poveznice
- Službena stranica  Arhivirana inačica izvorne stranice od 21. lipnja 2012. (Wayback Machine)
- Brandun DeShay na Allmusicu
- Brandun DeShay na Discogsu